# 和泉町 (大阪市)
和泉町（いずみまち）は、大阪府大阪市中央区の町名。現行行政地名は和泉町一丁目および和泉町二丁目。

## 地理
大阪市中央区の中央部に位置。北は農人橋、南は内久宝寺町、東は谷町四丁目、西は松屋町筋を挟んで材木町にそれぞれ接する。東西に細長い地域で、東側が一丁目、西側が二丁目である。

## 歴史
1872年（明治5年）に藤之森町、江戸町を和泉町に編入し、和泉町1 - 2丁目となった。
江戸時代の和泉町には、山中秀成によって1621年（元和7年）より醸造業を開始した和泉町鴻池家があった。

## 世帯数と人口
2019年（平成31年）3月31日現在の世帯数と人口は以下の通りである。
| 丁目         | 世帯数  | 人口  |
| ------------ | ------- | ----- |
| 和泉町一丁目 | 174世帯 | 204人 |
| 和泉町二丁目 | 231世帯 | 323人 |
| 計           | 405世帯 | 527人 |

### 人口の変遷
国勢調査による人口の推移。
| 1995年（平成7年）  | 265人 | [ 5 ] |  |
| 2000年（平成12年） | 317人 | [ 6 ] |  |
| 2005年（平成17年） | 385人 | [ 7 ] |  |
| 2010年（平成22年） | 376人 | [ 8 ] |  |
| 2015年（平成27年） | 413人 | [ 9 ] |  |

### 世帯数の変遷
国勢調査による世帯数の推移。
| 1995年（平成7年）  | 111世帯 | [ 5 ] |  |
| 2000年（平成12年） | 175世帯 | [ 6 ] |  |
| 2005年（平成17年） | 218世帯 | [ 7 ] |  |
| 2010年（平成22年） | 244世帯 | [ 8 ] |  |
| 2015年（平成27年） | 285世帯 | [ 9 ] |  |

## 事業所
2016年（平成28年）現在の経済センサス調査による事業所数と従業員数は以下の通りである。
| 丁目         | 事業所数 | 従業員数 |
| ------------ | -------- | -------- |
| 和泉町一丁目 | 40事業所 | 281人    |
| 和泉町二丁目 | 42事業所 | 768人    |
| 計           | 82事業所 | 1,049人  |

## 施設

### 公共施設
- 大阪府薬剤師会館
- 大阪司法書士会館
- 大阪府建築健保会館

### 公園
- 谷四錦郷公園

### 宗教施設
- 崇教真光大阪陽光会館
- 創価学会大阪中央文化会館

### 企業
- ハート本社

## 交通

### 鉄道
- 最寄り駅はOsaka Metroの谷町四丁目駅。

### 道路
主要地方道
- 大阪市道天神橋天王寺線（松屋町筋）

## その他

### 日本郵便
- 〒540-0019[3]（集配局：大阪東郵便局[11]）